# Allomyia renoa
Allomyia renoa là một loài Trichoptera trong họ Apataniidae. Chúng phân bố ở miền Tân bắc.